# Dunkern
Dunkern är en sjö i Flens kommun och Gnesta kommun i Södermanland och ingår i Nyköpingsåns huvudavrinningsområde. Sjön är 40 meter djup, har en yta på 4,46 kvadratkilometer och är belägen 24,1 meter över havet. Dunkern ligger i Ånhammarsnäset Natura 2000-område.

## Delavrinningsområde
Dunkern ingår i det delavrinningsområde (655890-156215) som SMHI kallar för Utloppet av Dunkern. Medelhöjden är 51 meter över havet och ytan är 36,95 kvadratkilometer. Räknas de 6 avrinningsområdena uppströms in blir den ackumulerade arean 114,67 kvadratkilometer. Husbyån (Jättnaån) som avvattnar avrinningsområdet har biflödesordning 2, vilket innebär att vattnet flödar genom totalt 2 vattendrag innan det når havet efter 84 kilometer. Avrinningsområdet består mestadels av skog (60 procent) och jordbruk (16 procent). Avrinningsområdet har 5,18 kvadratkilometer vattenytor vilket ger det en sjöprocent på 14 procent.